# Франтішек Фабера
Франтішек Фабера (чеськ. František Fábera;) - чеський футболіст, що грав на позиції нападника. Чемпіон Чехословаччини в складі клубу «Спарта» (Прага).

## Життєпис
В сезоні 1931/32 став з клубом «Спарта» (Прага) чемпіоном Чехословаччини. Створював конкуренцію на позиції лівого нападника для гравця збірної Карела Соколаржа. Влітку 1932 року взяв участь у матчах Кубка Мітропи. В чвертьфіналі «Спарта» з Фаберою в складі перемогла італійську «Болонью» з рахунком 3:0, але не пройшла далі, бо в першому матчі програла 0:5.
В 1932-1934 роках грав у команді «Вікторія» (Пльзень). Став з командою бронзовим призером чемпіонату Чехословаччини 1933 року. 
Також грав за клуб «Пльзень», з яким грав у найвищому дивізіоні чемпіонату Чехословаччини в сезоні 1935/36.

## Титули і досягнення
- Чемпіон Чехословаччини (1):

«Спарта» (Прага): 1932
- Бронзовий призер чемпіонату Чехословаччини (1):

«Вікторія» (Пльзень): 1933

## Статистика виступів

### Статистика виступів в чемпіонаті
| Сезон                            | Матчі | Голи | Клуб               | Місце |
| -------------------------------- | ----- | ---- | ------------------ | ----- |
| Чемпіонат Чехословаччини 1931/32 | ?     | 0    | Спарта (Прага)     | 1     |
| Чемпіонат Чехословаччини 1932/33 | ?     | 2    | Вікторія (Пльзень) | 3     |
| Чемпіонат Чехословаччини 1933/34 | ?     | 0    | Вікторія (Пльзень) | 6     |
| Чемпіонат Чехословаччини 1935/36 | ?     | 0    | «Пльзень»          | 5     |
| Разом                            | ?     | 2    |                    |       |

### Статистика виступів у кубку Мітропи
| №                      | Розіграш               | Стадія                 | Дата та місце проведення | Команда 1              | Рахунок | Команда 2 | Голи та інші дії |
| ---------------------- | ---------------------- | ---------------------- | ------------------------ | ---------------------- | ------- | --------- | ---------------- |
| 1                      | 1932                   | 1/4                    | 28.06.1932, Прага        | Спарта (Прага)         | 3:0     | Болонья   |                  |
| Всього у кубку Мітропи | Всього у кубку Мітропи | Всього у кубку Мітропи | Всього у кубку Мітропи   | Всього у кубку Мітропи | 1       |           | 0                |